# خرت دوکس
خرت دوکس (انگلیسی: Gert Dockx؛ زادهٔ ۴ ژوئیهٔ ۱۹۸۸) دوچرخه‌سوار اهل بلژیک است.
از باشگاه‌هایی که در آن بازی کرده‌است می‌توان به تیم لوتو–سودال، اچ‌تی‌سی-هایرود، و اچ‌تی‌سی-هایرود، اشاره کرد.